# Johann Overlach
Johann Overlach (auch: Johannes Overlach; geboren 15. September 1625 in Hannover; gestorben 8. Mai 1690 ebenda) war ein deutscher Kaufmann, Kommunalpolitiker, Stadthauptmann, Stadtkämmerer und Senior. Durch mehrfache Erwähnung im Briefwechsel seines Zeitgenossen und Mitbürgers Gottfried Wilhelm Leibniz ist der Name des hannoverschen Stadthauptmanns heute Teil des Weltdokumentenerbes der UNESCO.

## Leben
Johann Overlach wurde in der Zeit des Dreißigjährigen Krieges im Jahr 1625 geboren als Sohn des hannoverschen Bürgers und Kaufmanns Jürgen Overlach und dessen Ehefrau Lucia Horstmann. Seine Eltern, die weitere Söhne und Töchter hatten, ließen ihn evangelisch taufen, unterrichteten ihr Kind teilweise selbst, schickten ihn aber vor allem an die städtische Schule und ließen ihn zudem von „Praeceptores“ unterrichten und auf ein Studium vorbereiten. Dann jedoch förderten sie den Berufswunsch des Jugendlichen zum Kaufmann und ließen ihn vor allem Schreiben und Rechnen beibringen und schließlich eine Kaufmannslehre durchlaufen. So konnte Overlach im Alter von 21 Jahren – gerade erwachsen geworden – im Jahr 1646 seine eigenes Handelsgeschäft eröffnen. Bald war der Altstädter Krämer – mit deutlichem Abstand zu dem Kaufmann Johann Duve – der zweitwichtigste hannoversche Lieferant für die Verwaltung und den Hofstaat der Residenzstadt der Welfen.
1648 ging Overlach seine bis zu seinem Tode 42 Jahre währende Ehe ein.

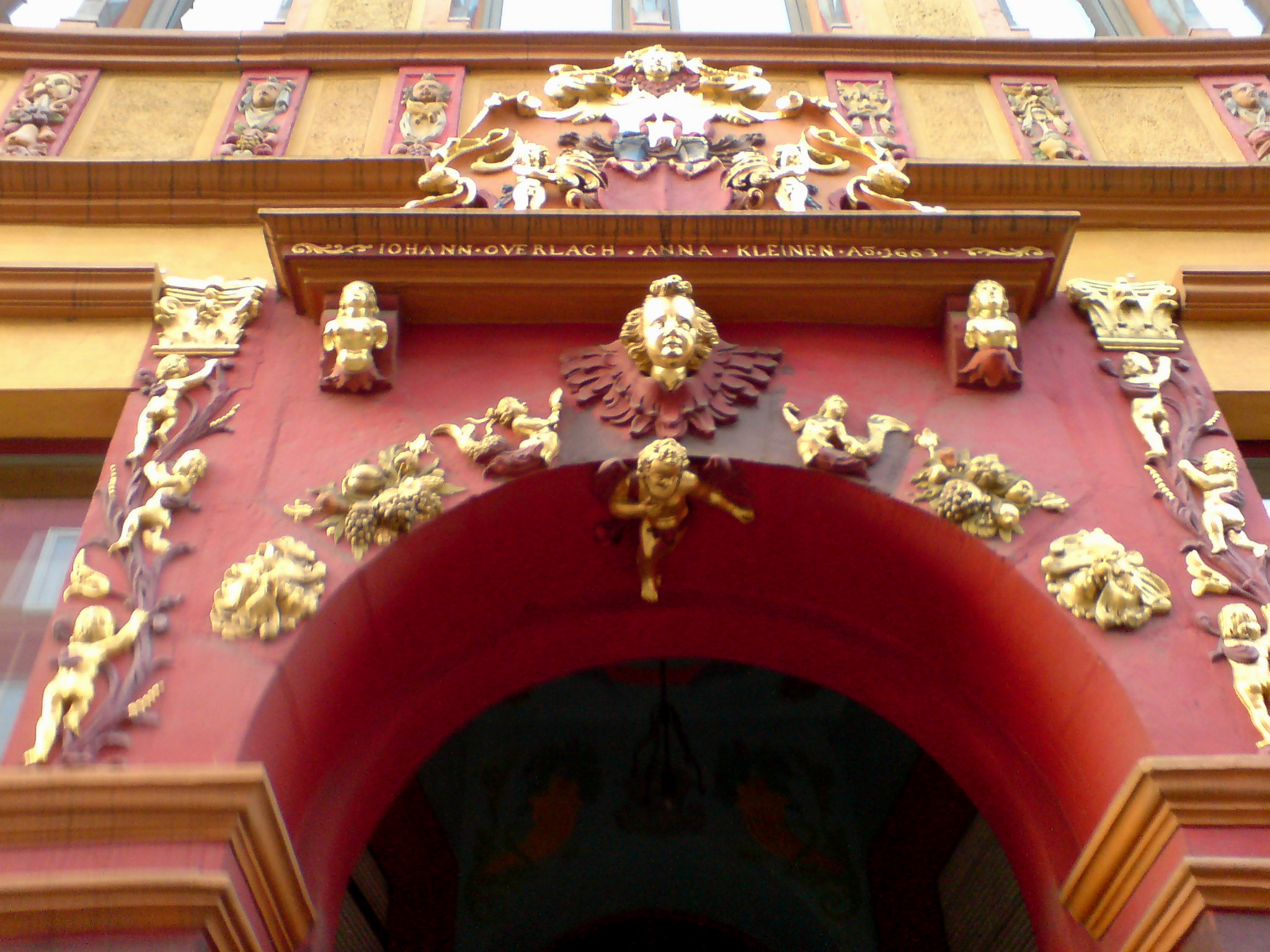
Teilweise vergoldetes Portal mit den Wappen und den Namen von Johann Overlach und Anna Kleinen an dem in die Lavesstraße 82 translozierten sogenannten „Overlach’schen Haus“ in Hannover

Ähnlich wie sein Zeitgenosse Nicolaus Förster wohnte auch der in der Leibniz-Korrespondenz teilweise sogenannte „Mercator Overlak“ in der „Köbelingstraße“, bevor er sich 1663 gemeinsam mit Anna Kleine direkt neben der Marktkirche das von dem Bildhauer Adrian Siemerding gestaltete sogenannte Overlach'sche Haus errichten ließ, das heute die einzige vollflächig erhaltene Steinfassade bürgerlicher Baukunst im Stil der Renaissance in der niedersächsischen Landeshauptstadt darstellt.
1672 wurde Overlach in den örtlichen Rat der Stadt Hannover gewählt und nahm nach und nach von seinem Ratsstuhl aus verschiedene Ämter wahr. 1685 wurde er von den Geschworenen zum Hauptmann gewählt. Zu seinen Aufgaben gehörte unter anderem das Kämmereiwesen, wodurch er sich einerseits Nachruhm, andererseits aber auch „Undank, böse Nachrede und Verdrießlichkeit“ einhandelte.
Overlach starb, nach Empfang des Abendmahls und umringt von Angehörigen im eigenen Hause, nach kurzer Krankheit am frühen Morgen des 8. Mai 1890 im Alter von 67 Jahren. Er wurde am 22. desselben Monats in sein Erbbegräbnis in der Marktkirche St. Georgii et Jacobi beigesetzt.

## Familie
Am 22. August 1648 heiratete Overlach die Jungfer Anna Kleine, älteste Tochter des hannoverschen Kaufmannes Johann Kleinen und Gevatterin des Geistlichen Georg Hilmar Ising. Aus der Ehe gingen 14 Kinder hervor; 8 Söhne und 6 Töchter, von denen 3 Söhne und 4 Töchter ihren Vater nicht überlebten.
Die ihren Vater überlebenden Brüder waren Johann (junior), Moritz Rüderig, Ludowig, Conrad Heinrich I. U. L. und Christoph Barthold Overlach.
Die beiden überlebenden Töchter wurden an fürstliche Bediente verheiratet: Anna Elisabeth Overlach heiratete den seinerzeit Fürstlich Osnabrückisch Braunschweig-Lüneburgischen Hofrat und Gesandten zum Reichstag in Regensburg Christoph Weselow. Margareta Elisabeth Overlach ehelichte den Kammersekretär des Erbprinzen Johann Joachim Zeuner.
Nach anderer Darstellung heiratete eine weitere überlebende Tochter, Anna Sophia Overlach (1680–1753), Witwe des Postmeisters Wolfgang Pollich in Braunschweig, 1711 in Braunschweig den Mediziner, Stadtphysikus von Wolfenbüttel und Botaniker Johann Heinrich Burckhardt.
Bis zum Zeitpunkt seines Todes wurden Johann Overlach 21 Enkel geboren, von denen die meisten ihren Großvater überlebten.